# 阿喀琉斯的愤怒

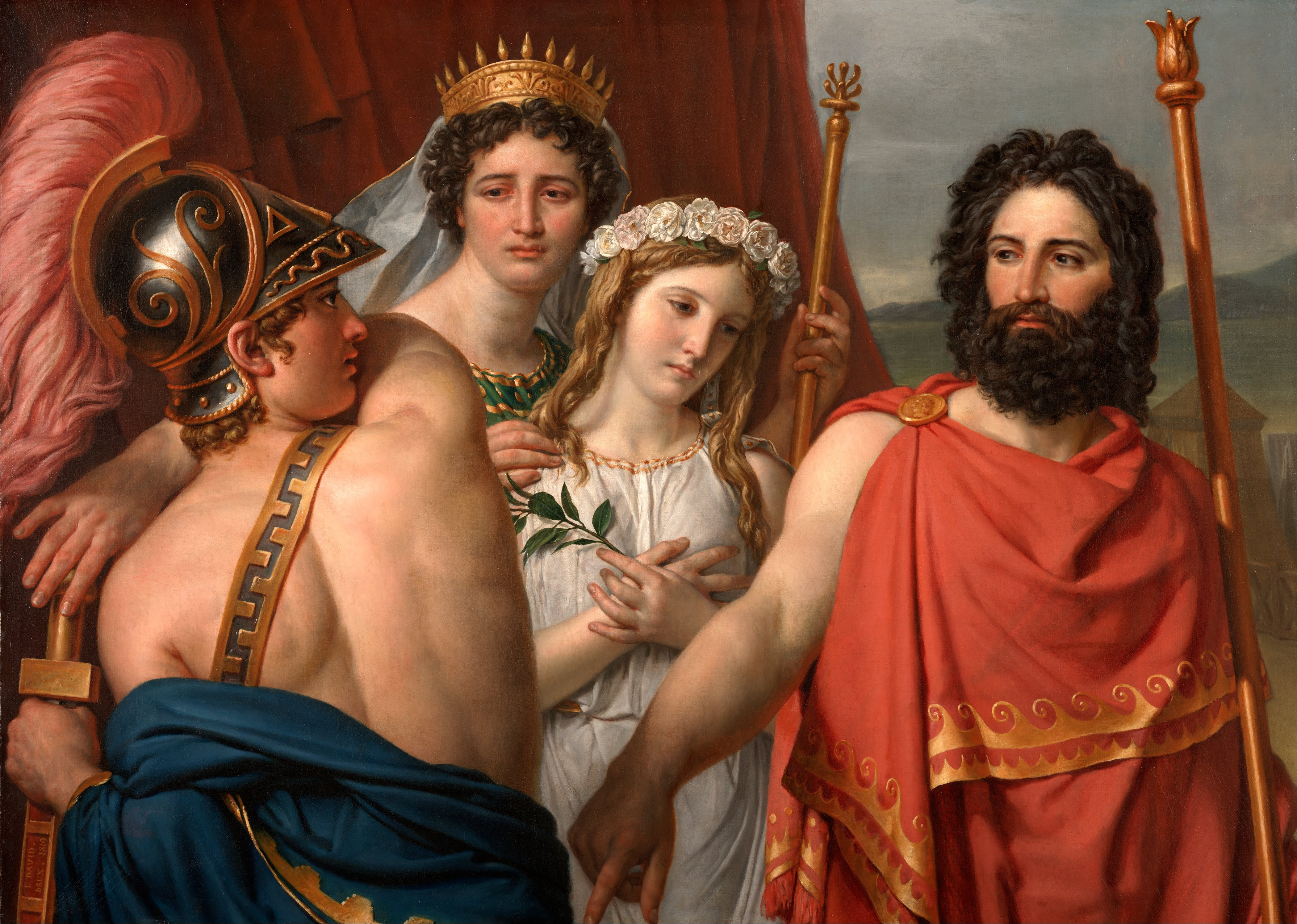
从左向右：阿喀琉斯、克吕泰涅斯特拉、伊菲革涅亚和阿伽门农.

阿喀琉斯的愤怒（The Anger of Achilles）是法国艺术家雅克-路易·大衛的一幅画作，创作于1819年，收藏在美国德克萨斯州沃斯堡金贝尔艺术博物馆（Kimbell Art Museum）。
这是大卫最后的历史画之一，表现希腊神话中的一个场景：阿伽门农向阿喀琉斯透露，他实际上并没有带来他的女儿伊菲革涅亚作阿喀琉斯的新娘，而是打算以她作为祭品，以安抚女神阿耳忒弥斯。阿喀琉斯在听到这话后，愤怒地拔剑，而阿伽门农的妻子克吕泰涅斯特拉，将手放在女儿的肩膀上，悲伤地看着。
大卫在流亡布鲁塞尔期间，创作了这部作品。1825年，这幅画的复制品现在属于私人收藏，作者是米歇尔·吉斯兰·斯台普罗（Michel Ghislain Stapleaux），由大卫指导。